# Dalvíkurbyggð
Dalvíkurbyggð é um município na Islândia. Em 2019 tinha uma população estimada em 1900 habitantes.